# Iglesia de las Santas Justa y Rufina (Maluenda)
La iglesia de las Santas Justa y Rufina es una iglesia católica situada en la localidad zaragozana de Maluenda, adscrita al arciprestazgo de Calatayud de la diócesis de Tarazona.
Inicialmente dedicada a San Salvador, en el año 1595, cambia la advocación por el actual de las Santas Justa y Rufina, a la vez que se erigieron en patronas de la localidad.
Es una construcción de argamasa de yeso liso con un ábside de siete paños y una sola nave con capillas entre los contrafuertes. En la parte superior de los muros existe una galería con arcos apuntados al exterior y que son el sistema defensivo de la fortaleza.
Tuvo una torre exenta que se derribó en el siglo XVIII y que pudo pertenecer, bien a una mezquita preexistente, bien a una iglesia anterior. Se diferencia de otras iglesias mudéjares aragonesas en que en la fachada principal existen dos pequeñas torres laterales que sólo sobresalen de la fechada en el cuerpo de campanas. En esta misma fachada principal, también existen los mismos arcos apuntados que recorren la iglesia en la parte superior en todo el perímetro y que ya hemos referido con anterioridad.
La puerta que da acceso al interior es un arco de medio punto enmarcado en otro apuntado con dos arquivoltas abocinadas talladas en piedra.
Todo el interior está policromado, simulando despiece de piedra sillar y ladrillo, lo que le da una gran luminosidad, siendo muy similar al descubierto recientemente en la restauración de la iglesia de Santa María de Ateca y otras de mudéjares de la zona.
Fue declarada monumento Nacional en 1931.

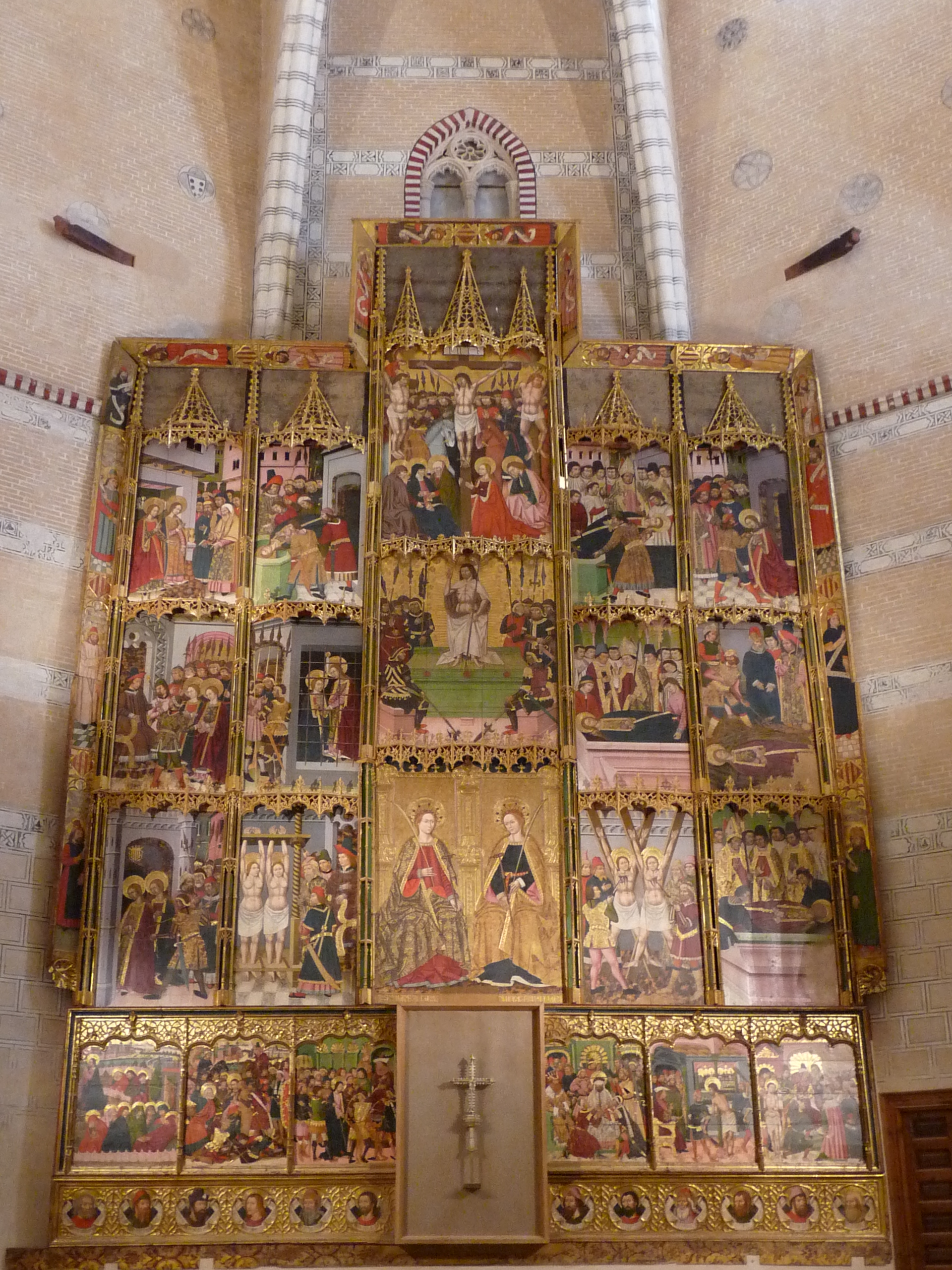
Maluenda, iglesia de Santa Justa y Santa Rufina, retablo de mayor, contratada su pintura en 1475 por Domingo Ram asociado con Juan Rius.